# 香隆乡
香隆乡，是中华人民共和国四川省达州市达川区曾经下辖的一个乡。2019年12月，撤销香隆乡，将其所属行政区域划归石桥镇管辖。

## 行政区划
香隆乡撤销前下辖以下地区：
街道社区、玉皇宫村、包谷梁村、云木寨村、青石村、插旗山村和九成寨村。